# Eurhadina alba
Eurhadina alba är en insektsart som beskrevs av Irena Dworakowska 1978. Eurhadina alba ingår i släktet Eurhadina och familjen dvärgstritar. Inga underarter finns listade i Catalogue of Life.